# NGC 5315
NGC 5315 is een planetaire nevel in het sterrenbeeld Passer. Het object ligt 7000 lichtjaar van de Aarde verwijderd en werd op 4 mei 1883 ontdekt door de Britse astronoom Ralph Copeland.

## Synoniemen
- PK 309-4.2
- ESO 97-PN9